# Escut de Benimeli
L'escut oficial de Benimeli té el següent blasonament:
| « | Escut quadrilong de punta redona, partit. Al primer quarter, en camp d'or, dos pals de gules, abraçat d'atzur sembrat de flors de lis d'or i brisat amb lambel de gules. Al segon quarter, en camp d'argent, dues creus de Sant Andreu de gules. Per timbre, una corona reial oberta. | » |

## Història
Resolució del 5 d'octubre de 1998, del conseller de Presidència. Publicat en el DOGV núm. 3.396, del 18 de desembre de 1998.
S'hi representen les armes d'Alfons d'Aragó i de Foix, primer comte de Dénia i senyor de Benimeli, i la creu de Sant Andreu, en al·lusió al patró del poble.